# 阿拉河 (愛沙尼亞)

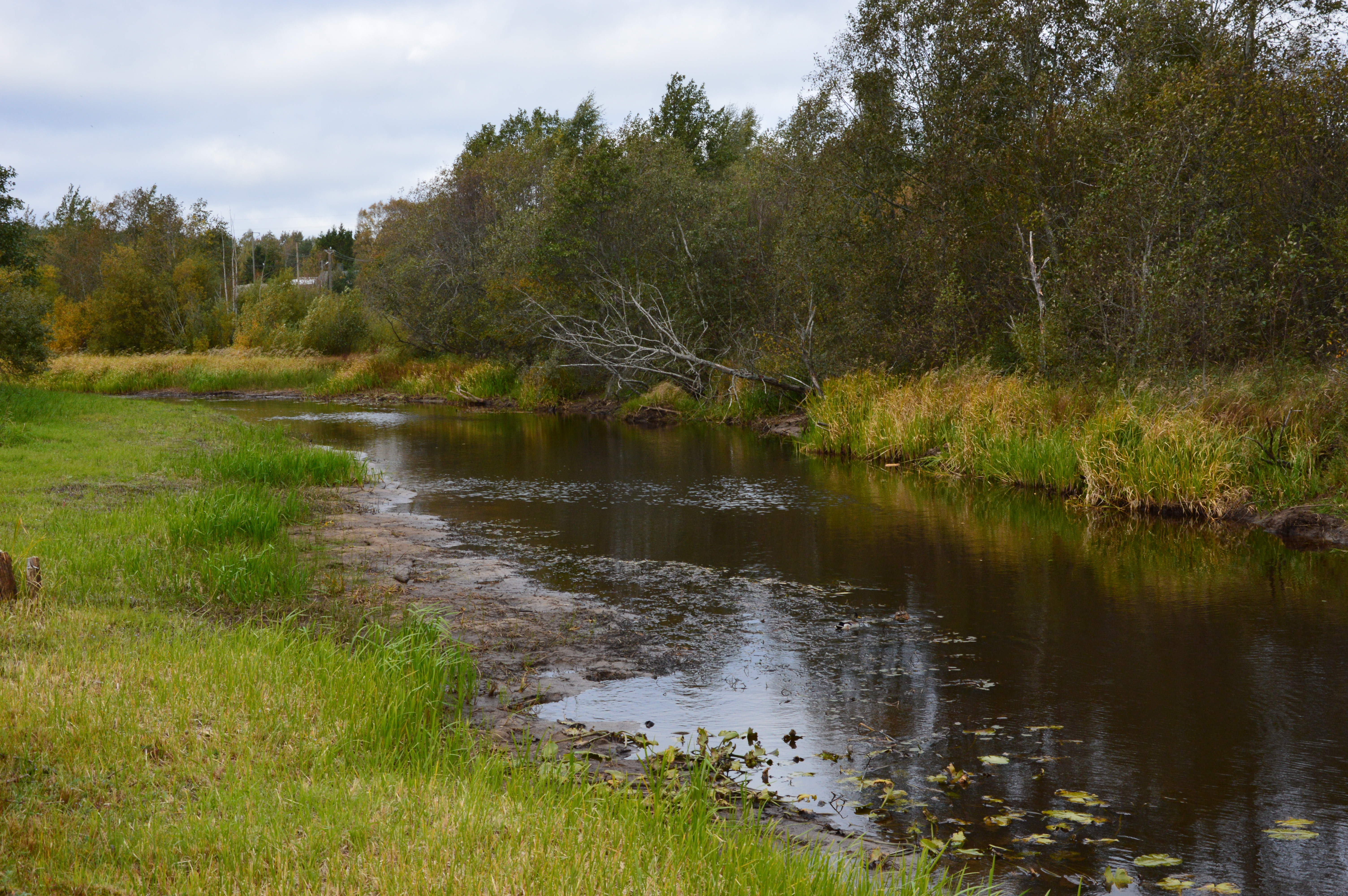
阿拉河

阿拉河是愛沙尼亞的河流，由東維魯縣負責管轄，河道全長29公里，流域面積150平方公里，發源自翁加薩雷附近，最終注入佩普西湖。
59°0′26.31″N 27°26′2.24″E / 59.0073083°N 27.4339556°E